# کاراسیوفکا
کاراسیوفکا (انگلیسی: Karasyovka) یک شهرک در شهرستان ایشیمبایسکی استان باشقیرستان کشور روسیه است.